# 攀枝花乡
攀枝花乡，是中华人民共和国云南省红河哈尼族彝族自治州元阳县下辖的一个乡镇级行政单位。

## 行政区划
攀枝花乡下辖以下地区：
保山寨村、碧播村、阿勐控村、勐品村、洞浦村和一碗水村。